# Troll (Band)
Troll ist eine norwegische Black-Metal-Band.

## Geschichte
Die Band wurde in den früheren 1990ern u. a. von Nagash gegründet, der später als Mitglied von Dimmu Borgir und The Kovenant Bekanntheit erlangte. Die Alben zwei und drei erschienen bei Head Not Found, das vierte nach acht Jahren Pause bei Napalm Records. Dazu kommen einige Singles bzw. EPs, so Tilbake Til Trollberg / Dead Speak Silence, Bones Speak Truth mit Aeon Winds bei Folter Records oder Tilbake Til Trollberg bei Screaming Skull Records.

## Stil
In einem Review wurde 2020 geschrieben, dass die Band „unter Freunden des symphonischen und zugleich truen Black Metals aber durchaus gut angesehen“ sei.

## Diskografie
- 1995: Trollstorm Over Nidingjuv (EP)
- 1996: Drep De Kristne
- 2000: The Last Predators
- 2002: Universal
- 2010: Neo-Satanic Supremacy
- 2014: Tilbake Til Trollberg / Dead Speak Silence, Bones Speak Truth (Split-EP mit Aeon Winds)
- 2020: Tilbake Til Trollberg (EP)
- 2023: Trolldom